# Drosophila metzii
Drosophila metzii este o specie de muște din genul Drosophila, familia Drosophilidae, descrisă de Sturtevant în anul 1921. Conform Catalogue of Life specia Drosophila metzii nu are subspecii cunoscute.